# Hocine Boumaraf
 (février 2020).
Si vous disposez d'ouvrages ou d'articles de référence ou si vous connaissez des sites web de qualité traitant du thème abordé ici, merci de compléter l'article en donnant les références utiles à sa vérifiabilité et en les liant à la section « Notes et références ».
Hocine Boumaraf est un footballeur international algérien né le 3 juin 1954 à Kouba dans la wilaya d'Alger. Il évoluait au poste de milieu de terrain.
Il compte deux sélections en équipe nationale en 1976. Il est le frère de Merzak Boumaraf.

## Biographie
Formé au RC Kouba, il réalise l'intégralité de sa carrière dans son club formateur.
Il joue avec le RC Kouba de 1973 à 1987.
Il participe avec le RC Kouba à la Coupe d'Afrique des clubs champions en 1982. Son club s'incline en quart de finale face à l'équipe nigériane de l'Enugu Rangers,.

## Palmarès

### En club
- Champion d'Algérie en 1981 avec le RC Kouba.
- Vice-champion d'Algérie en 1975 avec le RC Kouba.
- Vainqueur de la supercoupe d'Algérie en 1981 avec le RC Kouba.

### En équipe national
- Médaillé d'argent aux Jeux méditerranéens de 1975